# Pierre Bontemps
Pour les personnes ayant le même patronyme, voir Bontemps.
Ne doit pas être confondu avec Pierre Charles Bontemps.
Pierre Bontemps (vers 1507-1568) est un sculpteur français. Il est surtout connu pour les nombreux monuments funéraires qu'il a sculptés et décorés.

## Biographie et réalisations
Pierre Bontemps est l'auteur de la plus grande partie des bas-reliefs qui ornent le tombeau de François Ier à Saint-Denis : ils représentent les victoires de Marignan et de Cérisoles. Les préparatifs de chaque bataille sont détaillés (passage des Alpes) et les personnages principaux individualisés : on reconnaît François Ier à son monogramme ou le chevalier Bayard. Les statues ont été exécutées entre 1551 et 1559 sous l'autorité de Philibert Delorme.
Sur la voûte, une Résurrection avec les Évangélistes doit certainement aussi lui être attribuée.
D'autres œuvres lui sont attribuées, sans certitude : plusieurs statues du roi, de la reine Claude, du dauphin, dans la basilique de Saint-Denis, et plus certainement les transis. Enfin, le tombeau de Charles de Maigny (vers 1557), conservé au musée du Louvre lui est attribué avec certitude.

## Le style de Bontemps

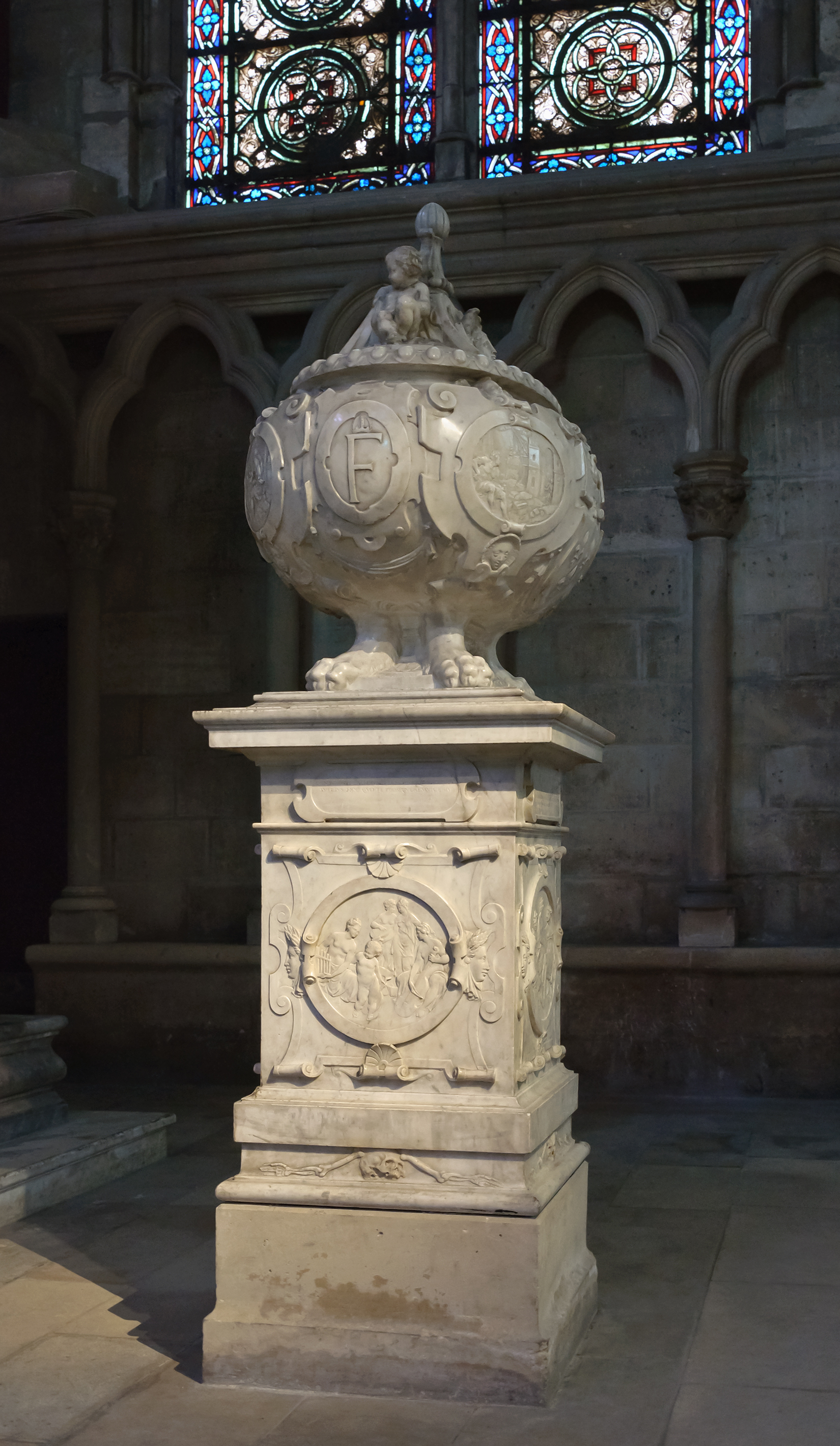
Monument pour le cœur de François Ier, basilique Saint-Denis

Pierre Bontemps semble avoir été plutôt un spécialiste du bas-relief décoratif, très en vogue à l'époque de l'épanouissement du style bellifontain (2e quart du XVIe siècle), qu'un grand créateur de ronde-bosse. Son monument pour le cœur de François Ier, placé à l'origine dans l'abbaye de Hautes-Bruyères (Yvelines) près de Rambouillet, aujourd'hui conservé dans la basilique de Saint-Denis et daté de 1550, en est un exemple. Sur une urne à l'antique, huit scènes circonscrites dans des médaillons ovales célèbrent le prince mécène. La sensualité et la délicatesse des figures féminines rappelle le style maniériste que Primatice applique aux stucs de Fontainebleau (petites têtes et cous allongés, gestes esquissés et harmonieux). Le détail du crâne et des tibias croisés sur le piédestal est une des toutes premières représentations de ce motif[réf. nécessaire] (vanité) promis à un grand avenir à partir de la fin du siècle.